# Wyspa dinozaura 2
Wyspa dinozaura 2 – niemiecki komediowy film animowany z 2008 roku w reżyserii Reinharda Kloossa i Holgera Tappe, sequel filmu Wyspa dinozaura z 2006 r.

## Fabuła
Mały dinozaur Dino mieszka na wysepce Tikiwu i podobnie jak inne zwierzęta – świnka Tusia, pingwin Pingus, jaszczur Maniek oraz ptaszor Ptasiek – nauczył się ludzkiego języka w szkole profesora Tibbertona. Pewnego dnia dostaje w prezencie od przyjaciół małą pandę. Milutka Babu od razu zyskuje ogromną sympatię wszystkich mieszkańców wyspy. Dino jest zazdrosny.

## Obsada
- Anke Engelke – Wutz
- Oliver Kalkofe – Barnaba
- Wigald Boning – Profesor Tibberton
- Roland Hemmo – Otto
- Christoph Maria Herbst – Eddie
- Stefan Krause – Pingwin Ping
- Hannes Maurer – Urmel
- Oliver Pocher – Schusch
- Peter Reinhardt
- Franklin Schaffner jako Waran Wawa
- Wolfgang Volz jako Seelefanf
- Julia Ziffer jako Babu

## Wersja polska
Wersja polska: Sun Studio Polska na zlecenie producenta Monolith Films

Reżyseria: Agnieszka Zwolińska

Dialogi polskie: Tomasz Robaczewski

Dźwięk: Filip Krzemień

Montaż: Anna Żarnecka

Synchronizacja dźwięku: WFDiF

Udział wzięli:
- Beniamin Lewandowski – Dino
- Dominika Sell – Babu
- Joanna Jabłczyńska – Pingus
- Jacek Lenartowicz –
  - Barnaba,
  - Otto
- Izabela Dąbrowska – Tusia
- Mariusz Siudziński – Ptasiek
- Wojciech Paszkowski – Profesor Tibberton
- Katarzyna Makuch – Panna Lee
- Mirosław Zbrojewicz – Eddie
- Krzysztof Szczerbiński – Maniek
- Mieczysław Morański – Szejk
- Zbigniew Konopka – Wieloryb
- Grzegorz Pawlak